# Accords de normalisation économique entre le Kosovo et la Serbie
Pour les articles homonymes, voir Accords de Washington.
Les accords de normalisation économique entre le Kosovo et la Serbie, officieusement connus sous le nom d'Accord de Washington, sont une paire de documents dans lesquels le Kosovo et la Serbie sont convenus de faciliter la normalisation économique entre eux. Les documents ont été signés par le Premier ministre du Kosovo, Avdullah Hoti, et le président de la Serbie, Aleksandar Vučić, le 4 septembre 2020, à la Maison-Blanche, en présence du président des États-Unis, Donald Trump.

## Contexte

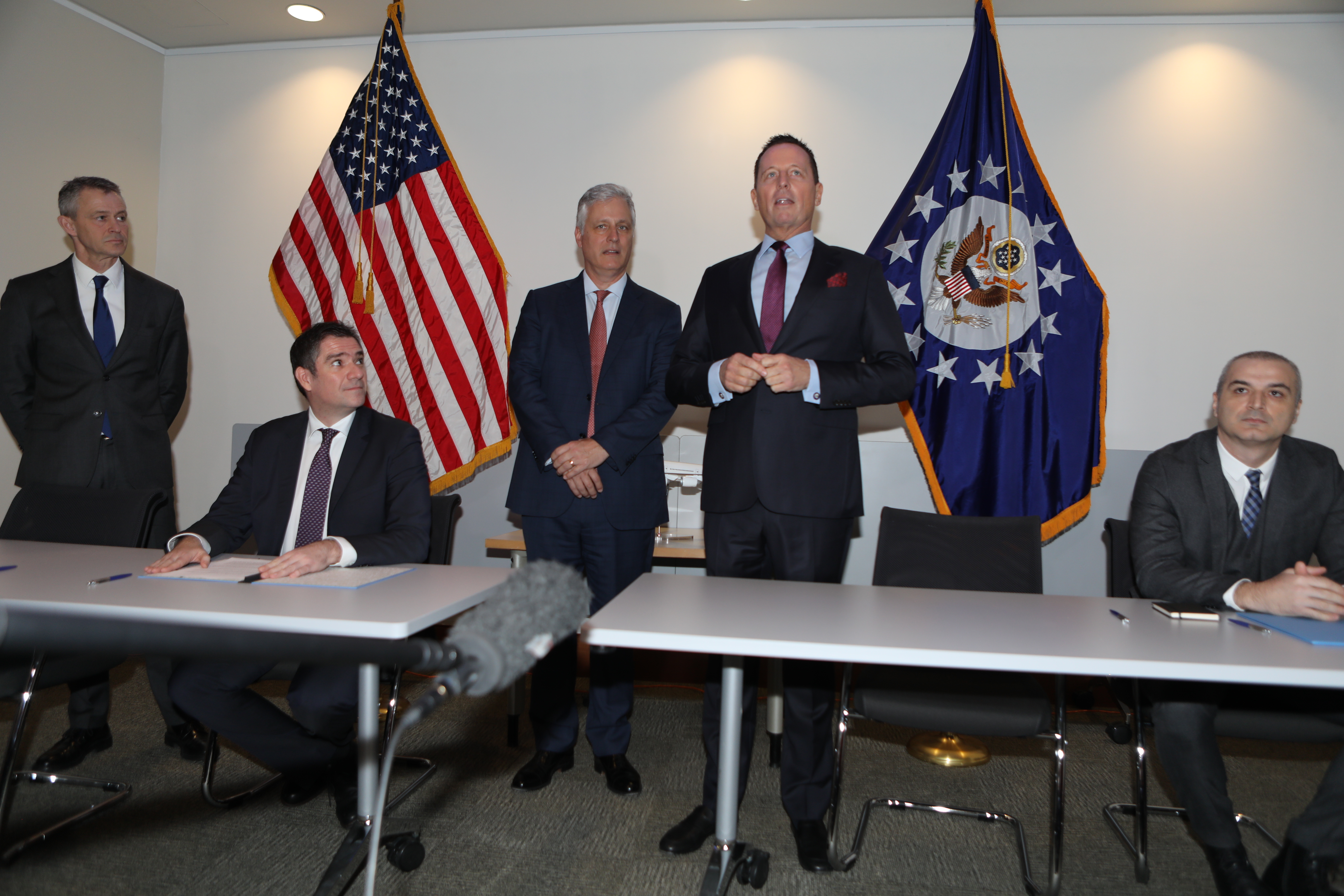
Milun Trivunac, secrétaire d'État du ministère de l'Économie de Serbie (assis à gauche), Richard Grenell, envoyé spécial du président des États-Unis pour les négociations de paix en Serbie et au Kosovo (debout à droite), et Eset Berisha, directeur de l'Autorité de l'aviation civile du Kosovo (assis à droite).

Le 4 octobre 2019, Donald Trump a nommé Richard Grenell envoyé spécial du président pour les négociations de paix entre la Serbie et le Kosovo. Après des mois de pourparlers diplomatiques, le 20 janvier 2020, Grenell a facilité les négociations entre la Serbie et le Kosovo, où les deux nations sont convenues de rétablir les vols entre leurs capitales pour la première fois en plus de deux décennies,. Un sommet de paix du 27 juin 2020 entre les deux parties devait avoir lieu à Washington, mais a été annulé en raison de l'inculpation potentielle de Hashim Thaçi pour crimes de guerre,.
Un nouveau sommet, qui a eu lieu à la Maison-Blanche, a été organisé par Grenell et prévu les 3 et 4 septembre 2020. Grenell, avec Robert C. O'Brien, a co-organisé les pourparlers. Le 4 septembre, les accords ont été signés par le président serbe, Aleksandar Vučić, et le Premier ministre kosovar, Avdullah Hoti,. La cérémonie de signature a eu lieu dans le Bureau ovale de la Maison-Blanche en présence du président américain, Donald Trump, le 4 septembre 2020, deux mois avant l'élection présidentielle américaine. Deux documents distincts ont été signés, l'un par Vučić et l'autre par Hoti. La seule différence entre les deux était la clause finale concernant les relations avec Israël. Les deux documents étaient précédés d'une note de félicitations de Trump.
Tout en participant aux négociations avec les États-Unis sur les questions économiques, le Kosovo et la Serbie ont continué à participer à un dialogue parallèle mené par l'Union européenne, qui s'est concentré sur les désaccords politiques entre les deux parties. Les deux parties sont confrontées à des difficultés en raison de la pandémie de COVID-19.

## Provisions
Aux termes des accords signés, pour une période d'un an, la Serbie a accepté de suspendre ses efforts, tant officiels qu'officieux, pour encourager d'autres États soit à ne pas reconnaître le Kosovo, soit à révoquer la reconnaissance existante. En échange, le Kosovo a accepté de ne pas demander de nouvelles adhésions à des organisations internationales pendant la même période. Il y a également des engagements pour retrouver et identifier les restes des personnes disparues lors du conflit au Kosovo de 1998-1999 et pour réhabiliter les réfugiés de ce conflit et d'après la fin de la guerre.
Le Kosovo et la Serbie sont convenues de mener une étude de faisabilité conjointe examinant différentes options pour relier le réseau ferroviaire Belgrade-Pristina à un port en eau profonde sur la côte de la mer Adriatique. Les deux parties sont convenues de travailler avec la US International Development Finance Corporation et l'Export–Import Bank of the United States sur des protocoles d'accord pour opérationnaliser l'autoroute de la paix, la liaison ferroviaire entre Pristina et Merdare, la liaison ferroviaire entre Niš et Pristina, le financement de petites et moyennes entreprises et d'autres projets. Ils opérationnaliseront également le point de passage administratif de Merdare à la frontière entre les deux nations. Les États-Unis ont promis aux deux parties des prêts garantis par le gouvernement américain pour financer le développement des infrastructures stratégiques et la Société américaine de financement du développement international sera présente à plein temps à Belgrade.
Les deux parties renforceront le contrôle des passagers aériens, le partage d'informations entre elles dans le cadre d'une coopération américaine plus large dans les Balkans et s'engageront dans des mises à niveau technologiques pour lutter contre les activités illicites.
Elles conduiront également une étude de faisabilité avec le département de l'énergie des États-Unis concernant le partage du lac de Gazivode/Ujmani, en tant qu'approvisionnement fiable en eau et en énergie.
Dans le cadre des accords, la Serbie et le Kosovo sont convenues de rejoindre la mini-zone Schengen.
Chaque partie reconnaîtra les diplômes et certificats professionnels de l'autre.
La Serbie a accepté de déplacer son ambassade en Israël à Jérusalem depuis Tel-Aviv en juillet 2021, et Israël et le Kosovo sont convenus de se reconnaître mutuellement et d'établir des relations diplomatiques. Le Kosovo a également annoncé qu'il implanterait son ambassade à Jérusalem. Ce faisant, la Serbie et le Kosovo deviendront les premiers pays en Europe à avoir des ambassades à Jérusalem, le Kosovo étant par ailleurs le premier pays dans ce cas ayant une population majoritairement musulmane.
Chaque partie supprimera les équipements 5G de leurs réseaux mobiles fournis par ce qui a été appelé des « fournisseurs non fiables » de leurs réseaux mobiles, et interdira à ces fournisseurs de soumissionner à l'avenir. Des responsables de Serbie et du Kosovo ont déclaré qu'il s'agissait d'une référence à des entreprises chinoises telles que Huawei Technologies.
Les deux parties se sont engagées à protéger et à promouvoir la liberté de religion, y compris à renouveler le dialogue interconfessionnel, la protection des sites religieux et la mise en œuvre des décisions de justice concernant l'Église orthodoxe serbe, la poursuite de la restitution des biens juifs sans héritiers et non réclamés de l'époque de l'Holocauste.
Les accords contiennent également des dispositions où la Serbie et le Kosovo désignent le Hezbollah comme une organisation terroriste et soutiennent la dépénalisation de l'homosexualité dans le monde.

## Mise en œuvre
Le 15 septembre 2020, des lettres d'intérêt ont été signées par la U.S. International Development Finance Corporation et l'Export-Import Bank of the United States avec les gouvernements du Kosovo et de la Serbie pour le financement de la construction d'une « autoroute de la paix » entre Niš et Pristina,.
Le 21 septembre 2020, Richard Grenell et Adam S. Boehler, le CEO de la US International Development Finance Corporation, se sont rendus à Pristina, au Kosovo, et ont rencontré le Premier ministre Avdullah Hoti. Ensemble, ils ont signé l'accord d'investissement entre le Kosovo et les États-Unis, dans lequel les États-Unis se sont engagés à investir 1 milliard de dollars au Kosovo pour des projets ferroviaires reliant le Kosovo et la Serbie, le centre de ski de Brezovica, l'autoroute de la paix et d'autres initiatives des Accords de normalisation économique entre le Kosovo et la Serbie. Le 22 septembre 2020, Richard Grenell et Adam Boehler se sont rendus à Belgrade, en Serbie. Boehler a rencontré le Premier ministre serbe, Ana Brnabić, et les deux ont signé une déclaration conjointe entre les États-Unis et la Serbie sur le financement du développement économique. Ils ont également ouvert le premier bureau à l'étranger de la Société américaine de financement du développement international à Belgrade.
Le 22 septembre 2020, les chefs des chambres de commerce du Kosovo et de Serbie, Berat Rukiqi et Marko Cadez, ont signé une déclaration sur la création d'une équipe conjointe dédiée à la mise en œuvre de l'accord de normalisation économique entre le Kosovo et la Serbie.
Le 14 octobre 2020, le gouvernement serbe a doté et opérationnalisé le poste-frontière de Merdare entre la Serbie et le Kosovo.
Le 19 octobre 2020, les gouvernements de la Serbie et du Kosovo sont parvenus à un projet d'accord sur la formation d'un comité mixte pour retrouver les restes d'environ 1 600 Albanais et Serbes de souche portés disparus depuis le conflit au Kosovo de 1998-1999.
Le 21 janvier 2021, Anthony Godfrey, l'ambassadeur des États-Unis en Serbie, et Siniša Mali, le ministre des Finances de la Serbie, ont signé un accord d'incitation à l'investissement permettant à la US International Development Finance Corporation de commencer ses activités en Serbie. Mali a déclaré que « cet accord est important, car il confirme que l'accord de Washington est toujours en cours d'application. Nous poursuivons ainsi ce qui a été convenu à Washington. ».
Le 1er février 2021, le Kosovo et Israël ont établi des relations diplomatiques et, le 14 mars 2021, le Kosovo a officiellement ouvert son ambassade en Israël.

## Réactions

### Favorables
- Le Premier ministre d'Israël, Benyamin Netanyahou, a publié une déclaration saluant les accords et a déclaré : « Premier pays à majorité musulmane à ouvrir une ambassade à Jérusalem. Comme je l'ai dit ces derniers jours, le cercle de paix et de reconnaissance d'Israël s'élargit et on s'attend à que d'autres nations le rejoignent. »
- Le Premier ministre kosovar, Avdullah Hoti, a déclaré que la signature des accords était un « grand moment pour le Kosovo et la région »[26]. Le 19 septembre 2020, le président Hashim Thaçi a décerné au président Trump l'Ordre de la Liberté, l'une des plus hautes distinctions du Kosovo, pour sa contribution personnelle au renforcement de la paix et de la réconciliation dans la région des Balkans[27]. Robert O'Brien et Richard Grenell ont également reçu des médailles présidentielles du mérite, le président Thaci les qualifiant d'« indispensables » à l'accord.
- Le ministre russe des Affaires étrangères Sergueï Lavrov, a confirmé son soutien ouvert à la Serbie en ce qui concerne le Kosovo[28]. « Nous pensons que cela a été fait dans l'intérêt d'un règlement, et nous n'avons aucune raison de douter que les dirigeants serbes continuent de soutenir la pleine mise en œuvre de la résolution 1244 du Conseil de sécurité des Nations unies. Nous soutiendrons fermement la Serbie dans les mesures qu'elle juge nécessaires de prendre dans le cadre de cette résolution », a déclaré Lavrov[29].
- Le président serbe, Aleksandar Vučić, a déclaré que les accords constituaient « un énorme pas en avant »[26].
- Le président américain, Donald Trump, a salué les accords en déclarant que c'était un « jour vraiment historique » et en ajoutant qu'il « y avait beaucoup de combats et maintenant il y a beaucoup d'amour. L'économie peut rassembler les gens ».

### Défavorables
- La Ligue arabe a critiqué la décision de la Serbie et du Kosovo d'ouvrir des ambassades à Jérusalem plutôt qu'à Tel-Aviv[30].
- Le ministère palestinien des Affaires étrangères et des Expatriés a dénoncé ce qui a été publié par le président des États-Unis, Donald Trump, concernant l'approbation des gouvernements de Serbie et du Kosovo d'ouvrir des ambassades dans la ville de Jérusalem, car il a qualifié cette mesure de « agression flagrante et injustifiée contre le peuple palestinien, sa cause et ses droits nationaux justes et légitimes »[31]. L'ambassadeur palestinien en Serbie, Mohammed Nabhan, a répondu en disant que « Cette déclaration, tant qu'elle se concrétise, est contraire au droit international et aux résolutions de l'ONU concernant la question palestinienne et Jérusalem en tant que ville occupée »[32].
- La Turquie s'est dite préoccupée par la décision de la Serbie de déplacer son ambassade en Israël à Jérusalem, la qualifiant de « violation manifeste du droit international »[33]. La Turquie a également exhorté le Kosovo à ne pas avoir son ambassade en Israël située à Jérusalem[34].

### Mitigées
- Le 7 septembre 2020, à Bruxelles, le président serbe, Aleksandar Vučić, et le Premier ministre du Kosovo, Avdullah Hoti, ont confirmé qu'ils attachaient la plus haute priorité à l'intégration à l'Union européenne et à la poursuite des travaux sur le dialogue facilité par l'UE entre Belgrade et Pristina, qui est un élément clé de leurs chemins respectifs vers l'UE. Les documents récemment approuvés à Washington, qui s'appuient sur les engagements antérieurs liés au dialogue, pourraient apporter une contribution utile à la conclusion d'un accord global et juridiquement contraignant sur la normalisation des relations[35],[36]. Le même jour, l'Union européenne a averti la Serbie et le Kosovo qu'ils pourraient saper leurs espoirs d'adhésion à l'UE en déplaçant leurs ambassades israéliennes à Jérusalem. Le ministre serbe des Affaires étrangères, Ivica Dačić, a déclaré que la décision finale devra encore être discutée par le gouvernement et dépendra d'« un certain nombre de facteurs », dont le développement futur des relations avec Israël[37]. Le porte-parole des affaires étrangères de l'UE, Peter Stano, a déclaré : « Dans ce contexte, toute mesure diplomatique qui pourrait remettre en question la position commune de l'UE sur Jérusalem est un sujet de grave préoccupation et de regret ».